# Sarıkadı, Kangal
Sarıkadı là một xã thuộc huyện Kangal, tỉnh Sivas, Thổ Nhĩ Kỳ. Dân số thời điểm năm 2011 là 65 người.